# Homotopieäquivalenz
Eine Homotopieäquivalenz ist ein zentraler Begriff im mathematischen Teilgebiet Topologie: eine stetige Abbildung, die eine "stetige Umkehrabbildung bis auf Homotopie" besitzt.
Zwei Räume heißen homotopieäquivalent, wenn es eine Homotopieäquivalenz zwischen ihnen gibt. (Man sagt dann auch, die beiden Räume haben denselben Homotopietyp.) Eine Homotopieäquivalenz definiert eine schwächere Äquivalenzrelation als ein Homöomorphismus. Die Topologie behandelt eigentlich Eigenschaften, die unter Homöomorphismen invariant sind, viele solcher topologischen Invarianten bleiben aber auch unter Homotopieäquivalenz erhalten.
Während man sich einen Homöomorphismus als Dehnen, Stauchen, Verbiegen, Verzerren, Verdrillen (aber nicht Zerschneiden) vorstellt, ist bei Homotopieäquivalenzen anschaulich gesprochen auch das Aufdicken und Zusammenquetschen zulässig.

## Definition
Eine stetige Abbildung {\displaystyle f\colon X\to Y} zwischen topologischen Räumen {\displaystyle X} und {\displaystyle Y} ist eine Homotopieäquivalenz, wenn es eine stetige Abbildung {\displaystyle g\colon Y\to X} gibt, so dass die Verknüpfungen {\displaystyle g\circ f} und {\displaystyle f\circ g} jeweils homotop zu den Identitätsabbildungen von {\displaystyle X} bzw. {\displaystyle Y} sind. Die Abbildung {\displaystyle g} heißt Homotopie-Inverse von {\displaystyle f}, sie ist i. A. nicht eindeutig bestimmt.
Zwei topologische Räume {\displaystyle X} und {\displaystyle Y} heißen homotopieäquivalent, wenn es eine Homotopieäquivalenz {\displaystyle f\colon X\to Y} gibt.

## Spezialfälle

Die schwarzen Unterräume sind jeweils Deformationsretrakte.

- Jeder Homöomorphismus ist eine Homotopieäquivalenz.
- Eine Homotopieäquivalenz zwischen CW-Komplexen heißt einfache Homotopieäquivalenz, wenn sie homotop zu einer Folge von elementaren Kollapsen und Expansionen ist.
- Ein Unterraum {\displaystyle A\subset X} ist ein Deformationsretrakt von {\displaystyle X}, wenn die Inklusion {\displaystyle i\colon A\rightarrow X} eine Homotopieäquivalenz ist und es eine Homotopie-Inverse {\displaystyle r\colon X\rightarrow A} mit {\displaystyle r\circ i=id_{A}} gibt.
- Ein topologischer Raum heißt kontrahierbar oder zusammenziehbar, wenn er homotopieäquivalent zum Punkt ist.

## Homotopieinvarianten
Eine Invariante topologischer Räume heißt Homotopieinvariante, wenn homotopie-äquivalente Räume dieselbe Invariante haben müssen. Beispiele von Homotopieinvarianten sind Homotopiegruppen, Homologiegruppen und verallgemeinerte Homologietheorien, oder als numerische Invariante zum Beispiel die Euler-Charakteristik und die Überdeckungsdimension. Ein Beispiel einer topologischen Invariante, die keine Homotopieinvariante ist, ist die Reidemeister-Torsion.

## Schwache Homotopieäquivalenz
Seien {\displaystyle X} und {\displaystyle Y} topologische Räume, {\displaystyle x\in X} und {\displaystyle y\in Y}, und sei
{\displaystyle f\colon X\to Y}
eine stetige Abbildung mit {\displaystyle f(x)=y}. Dann hat man für alle n ≥ 0 einen Homomorphismus der Homotopiegruppen
{\displaystyle f_{n}\colon \pi _{n}(X,x)\to \pi _{n}(Y,y).}
{\displaystyle f} heißt schwache Homotopieäquivalenz wenn alle {\displaystyle f_{n}} Isomorphismen sind. Jede Homotopieäquivalenz ist insbesondere eine schwache Homotopieäquivalenz.
Zwei topologische Räume {\displaystyle X} und {\displaystyle Y} heißen schwach homotopieäquivalent, wenn es eine schwache Homotopieäquivalenz {\displaystyle f\colon X\to Y} gibt.
Eine schwache Homotopieäquivalenz {\displaystyle f\colon X\to Y} induziert Isomorphismen
{\displaystyle f_{*}\colon H_{*}(X;G)\to H_{*}(Y;G)} und {\displaystyle f^{*}\colon H^{*}(Y;G)\to H^{*}(X;G)}
der Homologie- und Kohomologiegruppen für alle Koeffizientengruppen {\displaystyle G}.

## Satz von Whitehead
J. H. C. Whitehead bewies 1949 folgenden Satz:
Jede schwache Homotopieäquivalenz zwischen zusammenhängenden CW-Komplexen ist eine Homotopieäquivalenz.
Es trifft jedoch nicht zu, dass es zwischen Räumen mit isomorphen Homotopiegruppen immer eine (schwache) Homotopieäquivalenz gibt.  Zum Beispiel sind
{\displaystyle \mathbb {R} P^{m}\times S^{n}} und {\displaystyle S^{m}\times \mathbb {R} P^{n}}
zusammenhängende CW-Komplexe mit isomorphen Homotopiegruppen. Falls zum Beispiel {\displaystyle m} ungerade und {\displaystyle n} gerade ist, ist aber
{\displaystyle H_{m+n}(\mathbb {R} P^{m}\times S^{n})=\mathbb {Z} } und {\displaystyle H_{m+n}(S^{m}\times \mathbb {R} P^{n})=0},
weshalb die beiden Räume nicht (schwach) homotopieäquivalent sein können.
Für topologische Räume, die keine CW-Komplexe sind, gilt der Satz von Whitehead i. A. nicht. Der Raum, den man als Vereinigung von
{\displaystyle \left\{\left(x,\sin {\frac {1}{x}}\right):x\in (0,1]\right\}\cup \{(0,0)\}}
mit einem {\displaystyle (0,-1)} und {\displaystyle (1,\sin(1))} verbindenden Kreisbogen erhält, ist kein CW-Komplex, alle seine Homotopiegruppen sind trivial, die konstante Abbildung auf einen Punkt ist also eine schwache Homotopieäquivalenz. Sie ist aber keine Homotopieäquivalenz, der Raum ist nicht kontrahierbar.
Es gibt noch einen anderen als „Satz von Whitehead“ bezeichneten Satz über schwache Homotopieäquivalenzen:
Eine stetige Abbildung zwischen einfach zusammenhängenden Räumen ist genau dann eine schwache Homotopieäquivalenz, wenn sie einen Isomorphismus der singulären Homologiegruppen induziert.

## Kettenhomotopieäquivalenz
Zwei Kettenkomplexe {\displaystyle (A_{\bullet },d_{A,\bullet })} und {\displaystyle (B_{\bullet },d_{B,\bullet })} heißen kettenhomotopieäquivalent, wenn es Kettenhomomorphismen
{\displaystyle f_{\bullet }:(A_{\bullet },d_{A,\bullet })\to (B_{\bullet },d_{B,\bullet }),g_{\bullet }:(B_{\bullet },d_{B,\bullet })\to (A_{\bullet },d_{A,\bullet })}
gibt, so dass {\displaystyle f\circ g} und {\displaystyle g\circ f} kettenhomotop zu den Identitäts-Abbildungen sind.
Eine Kettenhomotopieäquivalenz zwischen zwei Kettenkomplexen induziert einen Isomorphismus der Homologiegruppen.
Eine Homotopieäquivalenz zwischen topologischen Räumen induziert eine Kettenhomotopieäquivalenz ihrer singulären Kettenkomplexe.

## Homologietheorien
Für jede Homologietheorie im Sinne von Eilenberg-Steenrod gilt nach dem Homotopieaxiom:
Es seien {\displaystyle f,g\colon (X,A)\rightarrow (Y,B)} zwei stetige Abbildungen, die homotop sind. Dann sind die beiden induzierten Gruppenhomomorphismen {\displaystyle f_{*},g_{*}\colon H_{n}(X,A)\rightarrow H_{n}(Y,B)} identisch.
Daraus folgt insbesondere, dass eine Homotopieäquivalenz einen Isomorphismus für jede (verallgemeinerte) Homologietheorie induziert. (Analog für Kohomologietheorien.)
Aus dem Satz von Hurewicz folgt, dass sogar jede schwache Homotopieäquivalenz einen Isomorphismus der singulären Homologiegruppen (und singulären Kohomologiegruppen) induziert.